# Zuidelijke lantaarnzwam
De zuidelijke lantaarnzwam (Omphalotus olearius) is een schimmel behorend tot de familie Omphalotaceae. Het is een necrotrofe parasiet en hij komt voor op dood hout van loofbomen. Hij is bekend van kastanje- en olijfbomen.

## Kenmerken
Hoed
De hoed heeft een diameter van 7 tot 20 cm. De vorm is aanvankelijk convex met een naar binnen gerolde rand, later vlakt deze af en uiteindelijk ontwikkeld het tot een naar boven gerichte golvende rand.
Lamellen
De lamellen zijn decurrent aangehecht, niet gevorkt en hebben dezelfde kleur is de hoed.
Steel
De steel heeft een lengte van 4 tot 14 cm lang en een diameter van 1 tot 2,5 cm diameter. De steel is glad, loopt taps toe naar de basis. De kleur is oranje en donkerder naar de basis toe.
Geur en smaak
De geur is vrij sterk maar aangenaam en de smaak niet onderscheidend.
Sporen
De sporen zijn ellipsoïdaal tot bolvormig, gladen en meten 5-7 × 4,5-6,5 µm.
Sporenprint
De sporenprint is romig wit.

## Verspreiding
De soort wordt aangetroffen in bosgebieden in Europa, waar hij groeit op rottende stronken, op begraven wortels of aan de voet van loofbomen. Er is ook melding gemaakt vanuit de provincie West-Kaap, Zuid-Afrika. Een vergelijkbare, maar fylogenetisch verschillende  soort die in het oosten van Noord-Amerika voorkomt is Omphalotus illudens.
In Nederland komt de zuidelijke lantaarnzwam uiterst zeldzaam voor. In 2014 werd hij voor het eerst in Nederland gemeld.

## Bioluminescentie

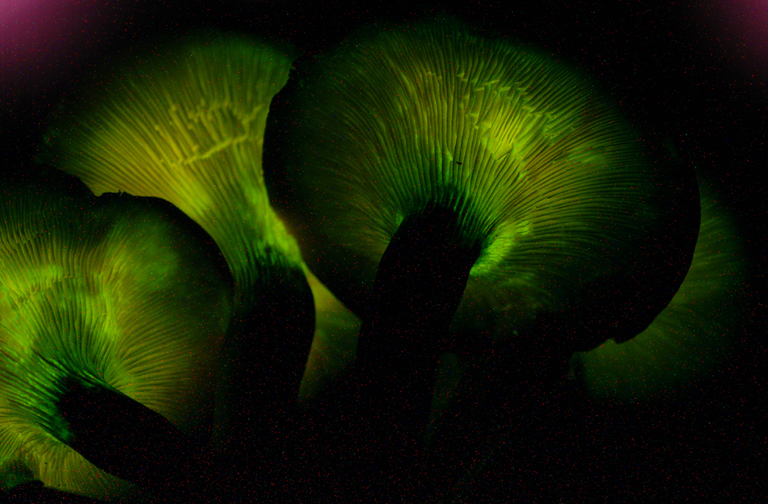

Verse exemplaren vertonen bij weinig licht bioluminescentie, wat een blauwgroen licht geeft. Het is zichtbaar voor mensen zodra het oog zich aan het donker heeft aangepast. Alleen de lamellen vertonen bioluminescentie en niet het gehele vruchtlichaam. Dit komt door een enzym genaamd luciferase, dat inwerkt op een verbinding genaamd luciferine, wat leidt tot de emissie van licht. Dit is vergelijkbaar met vuurvliegjes wanneer ze oplichten.

## Giftig
De zuidelijke lantaarnzwam is zeer giftig, hoewel niet dodelijk giftig. Een bittere smaak in de mond, hoofdpijn, zweten, misselijkheid, braken en buikkrampen zijn één tot drie uur na de paddenstoelmaaltijd gemeld, terwijl diarree minder vaak voorkomt. Volgens berichten treedt het herstel van de klachten soms relatief snel op (na vier uur), soms duurt de vergiftiging wel vijf dagen. Er wordt vermoed dat Illudin M en S, evenals lampterol en lunamycine de veroorzakende toxines zijn, hoewel andere effectieve toxines niet kunnen worden uitgesloten.